# Principauté de Mantoue (Senonches et Brezolles)
En 1566, les seigneuries de Brezolles et Senonches, sont réunies et élevées en principauté de Mantoue par Charles IX en faveur de Louis IV de Gonzague. 

## Histoire
- En 1291, Charles Ier de Valois, comte puis duc d'Alençon, reçoit de son frère Philippe le Bel la seigneurie de Châteauneuf et une partie de la seigneurie de Brezolles[1].
- En 1525, les biens de Charles IV d'Alençon, beau-frère de François Ier, mort du remords d'avoir abandonné son beau-frère, François Ier, à la bataille de Pavie, sont saisis par la couronne (faute de descendance masculine)[2].
- Après 38 ans de procédure d'Anne et Françoise d'Alençon, sœur de Charles, contre la couronne, les terres de Senonches et Brezolles sont redonnées, en 1566, à Anne d'Alençon (Françoise prenant Châteauneuf en Thymerais) et c'est son petit-fils, Louis IV de Gonzague Mantoue qui en hérite. En 1566, les seigneuries de Senonches et Brezolles, sont élevées en principauté de Mantoue par Charles IX en faveur de Louis IV de Gonzague à l'occasion de son mariage avec Henriette de Clèves[3].

« Alors que sa qualité de cadet ne l'y autorisait pas, l'octroi de cette dignité permet à Louis de Gonzague d'adjoindre le nom de sa maison, celle des ducs de Mantoue, à son patronyme ».
- En 1654, les seigneuries de Senonches et Brezolles sont vendues par Charles II de Gonzague-Nevers à François Marie de Broglie qui porte dès lors le titre de marquis de Senonches.

- En 1667, les terres de Senonches et Brezolles sont saisies à la veuve de François de Broglie et adjugées par arrêté royal à Henri-Jules de Bourbon, duc d'Enghien, fils du Grand Condé, puis par héritage aux Bourbon-Conti (confiées à Louise-Adélaïde de Bourbon-Conti, Mademoiselle de la Roche-sur-Yon).

- En 1770, Senonches est acheté par Louis XV, qui donne les terres et le château en apanage à Monsieur, son petit-fils Louis Stanislas, comte de Provence, frère de Louis XVI et futur Louis XVIII.

## Blasonnement
Les villes de Senonches et Brezolles conservent toujours comme blason les armoiries de la maison de Gonzague.

Blason de Brézolles
Blason de Senonches